# Josef Niederberger (Politiker, 1880)
Josef Niederberger (voller Name: Josef Johann Niederberger) (* 8. September 1880 in Stans; † 26. Mai 1949 in Oberdorf NW) war ein Schweizer Politiker. Von 1919 bis 1934 gehörte er als Vertreter der Konservativen dem Regierungsrat des Kantons Nidwalden an.

## Leben
Josef Niederberger wurde als Sohn des Ratsherrs und Gastwirts «zum Sternen» Kaspar Remigi Niederberger und der Karolina Wyrsch geboren und wuchs im Mettenweg in Stans auf. Nach der Schule erlernte er in Évian Französisch. Nach der Heirat lebte er für den Rest seines Lebens auf dem Hof Heimeli in Oberdorf. Er hatte ein Inkassobüro und war Betreibungsbeamter (I. Kreis: Stans, Oberdorf und Ennetmoos) und Konkursbeamter.
Auf Gemeindestufe begann seine politische Laufbahn im Jahr 1908, als Niederberger in den Gemeinderat von Oberdorf gewählt wurde und gleich das Amt als Gemeindepräsident übernahm. Er wurde zudem als Mitglied des Schulrats von Stans und Oberdorf und in den Armenrat gewählt. 
Auf kantonaler Ebene begann seine politische Laufbahn im Jahr 1910, als er für vier Jahre als Ratsherr in das Nidwaldner Parlament einzog. 1914 wurde Niederberger Mitglied der Gemeindesteuerkommission. Das Volk wählte ihn an der Landsgemeinde 1919 in den Regierungsrat. Er blieb bis zur historischen Landsgemeinde von 1934 Mitglied der Nidwaldner Regierung und war im ersten Amtsjahr Landwirtschaftsdirektor und danach Landessäckelmeister (Finanzminister). Ausserdem war Niederberger Mitglied der Prüfungskommission der Nidwaldner Kantonalbank. Im Jahr 1923 war er auch noch Mitglied der Landwirtschafts- und Forstkommission. Einsitz in den Bankrat der Nidwaldner Kantonalbank nahm Josef Niederberger im Jahr 1926. Bis zu seinem Tod war er Verwalter der kantonalen Viehseuchenkasse und des Fonds für unversicherbare Elementarschäden.
Josef Niederberger heiratete am 14. September 1878 in Stans Josefa (Josefina genannt) Zumbühl. Aus dieser Ehe stammen sechs Kinder (vier Söhne und zwei Töchter). Ein Sohn starb als Jugendlicher. Sein ältester Sohn, Ferdinand, wurde Staatsarchivar von Nidwalden und sein Sohn Eduard (Edy) Hauptmann und Kreiskommandant. Von 1926 bis 1945 war Niederberger Verwaltungsrat der Schweizerischen Rheinsalinen.

## Quelle
- Neues Stammbuch. Band III, Niederberger 2,  92 (22), Seiten 19 und 20.